# Habenaria montolivaea
Habenaria montolivaea är en orkidéart som beskrevs av Friedrich Fritz Wilhelm Ludwig Kraenzlin och Adolf Engler. Habenaria montolivaea ingår i släktet Habenaria och familjen orkidéer.
Artens utbredningsområde är Etiopien. Inga underarter finns listade i Catalogue of Life.